# 파파쿨리 디오프
파파쿨리 디오프(프랑스어: Papakouli Diop, 1986년 3월 19일 ~ )는 세네갈의 축구 선수로 포지션은 수비형 미드필더이다.
프랑스의 렌에서 시작한 후, 그는 그의 경력의 대부분을 스페인에서 보냈다. 12시즌 동안, 그는 라싱 산탄데르, 레반테, 에스파뇰, 그리고 에이바르와 함께 라리가 총 320경기와 12골을 모았다.
디오프는 두 번의 아프리카 네이션스컵에 세네갈 국가대표팀으로 참가했다.

## 구단 경력

### 프랑스
카올라크에서 태어난 디오프는 어린 나이에 프랑스로 건너가 스타드 렌 FC에서 유소년 축구를 하였고, 2006년 8월 5일, 1-2로 패한 릴 OSC와의 안방 경기에서 부상으로 교체 투입되어 리그 1 데뷔 전을 치렀다. 2006년 여름, 그는 첫 시즌에 리그 2에서 강등당하면서 투르 FC에 입단하였고, 그의 첫 시즌에는 공격형 미드필더와 두 번째 공격수로 자주 기용되었다.

### 스페인
2008년 1월 31일, 디오프는 스페인 세군다 디비시온의 짐나스틱 데 타라고나와 계약했다. 카탈루냐에서 1시즌 반을 보낸 후, 그는 라싱 산탄데르와 함께 라리가로 150만 유로에 이적했다.
디오프는 2009년 9월 12일, 1-1로 비긴 아틀레티코 마드리드와의 원정 경기에서 스페인 1부 리그 첫 경기를 치렀다. 그의 첫 리그 골은 이듬해 3월 21일, 3-1로 이긴 CA 오사수나와의 경기에서 터졌다.
2011-12 시즌, 디오프는 칸타브리아주 소속으로 4경기를 제외한 모든 경기에 출전해 총 2,864분을 뛰었지만, 팀은 20위로 밀려났다. 얼마 지나지 않아, 그는 10만 유로의 이적료로 같은 리그의 레반테 UD에 입단했다.
디오프는 UEFA 유로파리그 2012-13에 9번 출전하여 16강에 진출했다. 2012년 11월 22일, 그는 헬싱보리 IF와의 조별 리그 원정 경기에서 3-1로 승리한 골을 넣었다.
2014년 5월 4일, 디오프는 아틀레티코 마드리드 팬들로부터 원숭이 구호를 외치는 것처럼 보였고, 학대자들 앞에서 춤을 추며 독특한 반응을 보였다. 이듬해 6월 5일, 그는 계약이 만료된 후 레반테를 떠났다.
2015년 8월 31일, 디오프는 1부 리그인 RCD 에스파뇰과 3년 계약을 체결했다. 2017년 12월 22일, 구단과의 관계를 단절한 후, 그는 동료 최고의 팀인 SD 에이바르와 18개월 계약에 합의했다.
2021년 8월 20일, 자유계약선수제도 디오프는 2부 리그 신인 UD 이비사와 1년 계약을 맺었다.

## 국가대표팀 경력
디오프는 2010년 11월 17일, 2-1로 이긴 가봉과의 친선 경기에서 세네갈 국가대표팀으로 처음 출전했다. 그는 2015년과 2017년 아프리카 네이션스컵에서 국가대표팀의 일원으로 활약했고, 알제리와의 조별 리그 경기에서 2-2로 비긴 골을 넣었다.